# Anne-Marie Granet-Abisset
Ne doit pas être confondu avec Marie Granet.
Anne-Marie Granet-Abisset, née en 1955, est une enseignante-chercheuse française, professeure d'histoire contemporaine à l'université Grenoble-Alpes.

## Biographie

### Formation et carrière
En 1990, Anne-Marie Granet-Abisset, soutient une thèse, intitulée Les chemins de la réussite : des mémoires à une histoire des migrations : le Queyras, sous la direction de l'historien Philippe Joutard, à l'université de Provence. Maître de conférences à partir de 1990, elle obtient, en 2002, une habilitation à diriger des recherches, à l'université Panthéon-Sorbonne. Elle enseigne l'histoire contemporaine à l'université Grenoble-Alpes,.

### Travaux de recherche
Ses travaux portent principalement sur l'histoire de l'environnement, des migrations, des sociétés de montagne, de la santé et de la télévision française. Depuis 1993, elle occupe le poste d'enseignante-chercheuse en histoire contemporaine, à l'Université Lumière Lyon 2 (1993-1997), puis à l'Université Grenoble-Alpes. Directrice déléguée du laboratoire de recherche historique Rhône-Alpes (Larhra) et membre du comité de direction du Labex Ittem, elle est porteuse du programme de recherche pluridisciplinaire, sur la santé et la beauté, Cosmethics.
Reconnue pour ses travaux sur les sociétés de montagne et sur l'environnement, elle participe à l'émission « La Fabrique de l'Histoire », sur France Culture en 2011. Elle est auditionnée par le Ministère de la transition écologique en 2013. En 2016, elle intervient dans le festival « Les Rendez-vous de l'histoire ». En janvier 2022, elle participe au colloque du parc naturel régional du Queyras portant sur les territoires face au changement climatique au côté de  Rémi Duthoit, Jean-François Lyon-Caen, André Micoud et Pierre Pech.

## Publications
En collaboration
- René Favier, Histoire et mémoire des risques naturels, MSH-Alpes, 2000.
- René Favier, Récits et représentations des catastrophes naturelles depuis l'Antiquité, MSH-Alpes, 2005.
- Dominique Rigaux, Image de soi, image de l'autre : Du portrait individuel aux représentations collectives, MSH-Alpes, 2010.
- Nadia Dupont, René Favier, Frédérique Grelot, Erwan Quesseveur et al., Quand les cours d'eau débordent. Les inondations dans le bassin de la Vilaine du 18e siècle à nos jours, Presses Universitaires de Rennes, coll. « Espace et Territoires », 2012.
- Michaël Attali (dir.) et Anne Dalmasso, Innovation en territoire de montagne : le défi de l'approche interdisciplinaire, Grenoble, Presses universitaires de Grenoble, coll. « Montagne et innovation  (ISSN 2416-4097) », 2014, 224 p., 24 cm (ISBN 978-2-7061-2132-6, OCLC 894218926, SUDOC 181539624, présentation en ligne, lire en ligne ).
- Stéphane Gal, Les territoires du risque. Villes, environnement, territoires : Regards croisés sur l'environnement, Presses Universitaires de Grenoble, coll. « La Pierre et l'Écrit », 2015, 368 p. (présentation en ligne).
- René Favier, Mathieu Flonneau, Yvan Gastaut, Marie-Christine Fourny et al., Reprendre la route. La Nationale 7 de Lyon à Menton, L'entreprise, 2019, 280 p. (présentation en ligne).